# Ex monastero di San Michele delle Campora
L'ex monastero di San Michele delle Campora è un edificio scomparso, di Firenze.
Era ubicato nel punto in cui il poggio di Colombaia, o delle Campora, verso il Galluzzo (Firenze), fa una specie di sella attraversata dalla strada del ponte dell'Asse (attualmente via delle Bagnese), all'incrocio con l'antica via delle Campora.

## Storia
Fu fondato nel 1357 da Monna Data (la nobile fiorentina madonna Diodata de' Benci), che vi si ritirò in clausura con nove monache dell'ordine agostiniano, le quali furono chiamate "le romite" delle Campora o "romituzze" di san Michele.
Il monastero, sprovvisto di rendite, non ebbe lunga vita e fu soppresso, neanche un secolo dopo, per breve di papa Eugenio IV, nel 1446. Lo stesso pontefice aveva ordinato la soppressione, nel 1434, anche del limitrofo monastero delle Campora e dell'annessa chiesa di Santa Maria del Santo Sepolcro. I beni del monastero di San Michele delle Campora furono uniti a quelli del convento dei Canonici regolari della chiesa di San Donato a Scopeto, nei pressi di Porta Romana. Il fabbricato del monastero, abbandonato del tutto, cadde in rovina ma rimase in piedi una cappella, che continuò a chiamarsi "delle Romite" e fu ufficiata per almeno altri tre secoli e mezzo, prima dai canonici di San Donato a Scopeto e poi da i Padri della Missione, succeduti nel possesso. L'abate Domenico Moreni, nell'anno 1793, scrisse che nell'antica chiesa «annualmente celebrasi la festa di san Michele dà Signori della Missione». Il monastero è citato anche da Emanuele Repetti.
Nei pressi del monastero fu, poi, edificato un palazzo di campagna che ai primi del Cinquecento apparteneva a messer Lapo Niccolini. Nel 1538 la proprietà fu comprata da Maria Maddalena di Raffaello Nucci, nel 1555 da Francesco Orlandini, nel 1611 da Maria Vettori. Posteriormente fu dei Guicciardini, dei Sacchetti (cfr. Torre dei Sacchetti) e degli Altoviti che, nel corso dell'ultimo restauro, della metà del Settecento, apposero il loro stemma sul portone della villa. La proprietà passò poi ai Biliotti, ai Lustrini, quindi ai Biordi, agli Alberti ed infine nell'Ottocento fu comprata dal cav. Giovanni Berni, che ne era proprietario a tutto il 1892. Il Berni acquistò anche l'adiacente edificio chiamato "Le Romituzze", già appartenuto ai Torrini e ai Pauer. Notizie della villa ci pervengono soltanto fino a Guido Carocci.
Da un affresco seicentesco che si trova in una delle sale della Villa Favorita in via del Portico, ossia sul poggio che sta di fronte sul lato orientale rispetto a quello delle campora, è illustrato il panorama allora visibile sul lato occidentale della villa: la Certosa del Galluzzo, le ville La Baronta, Le Scalere etc. Nel punto d'incrocio fra la strada del ponte dell'Asse e la via delle Campora è raffigurata una piccola chiesa con addossata una costruzione. Il che ci conferma che la cappella era esattamente visibile fino ad allora. L'ultimo a descrivere la cappella è Guido Carocci, nel 1892. In una cartolina edita da Francesco Pineider e spedita nel 1902, è ben fotografato il panorama del Galluzzo come si presentava allora, visto dal lato orientale: si vedono le ville La Baronta, Le Scalere e, finalmente, nel punto descritto dal Carocci, un imponente edificio a cinque torri e poco sotto una cappella con annessi dei fabbricati. Ad oggi il medesimo panorama, per via della copiosa vegetazione, non mostra più alcunché. Da allora non vi sono più studi o notizie sulla cappella delle Romite, ma neanche testimonianze di eventuali sue demolizioni. Della cappella del monastero delle romite di San Michele delle Campora, dunque, resta del mistero e molta memoria nel nome di tre pubbliche strade (via delle Romite, via di San Michele delle Campora, via Monna Data) che, rispettivamente l'una a monte e le altre due a valle, testimoniano nel Galluzzo la presenza di questo monastero scomparso e di un'antica cappella la cui esistenza o scomparsa sono, ad oggi, vaghissime.